# Cuộc vây hãm Kijevo năm 1991
Cuộc vây hãm Kijevo năm 1991 là một trong những cuộc xung đột đầu tiên trong Chiến tranh giành độc lập Croatia. Quân đoàn 9 của Quân đội Nhân dân Nam Tư (Jugoslovenska Narodna Armija - JNA) do Ratko Mladić chỉ huy và lực lượng vũ trang SAO Krajina (Oblast tự trị người Serb ở Krajina) dưới sự chỉ huy của cảnh sát Knin, Milan Martić đã bao vây làng Kijevo vào cuối tháng 4 và đầu tháng 5 năm 1991. Cuộc vây hãm ban đầu được dỡ bỏ, kết quả của các cuộc đàm phán diễn ra sau cuộc biểu tình lớn ở Split chống lại JNA.
Lực lượng JNA và SAO Krajina đã gia hạn phong tỏa Kijevo vào giữa tháng 8,  chiếm lại khu vực ngày 26 tháng 8, sau đó cướp và đốt phá. Cuộc xung đột ở Kijevo có ý nghĩa quan trọng bởi đây là một trong những lần đầu tiên JNA công khai đứng về phía SAO Krajina chống lại chính quyền Croatia. Cảnh sát Croatia chạy trốn khỏi Kijevo về phía Drniš và những người Croat còn lại rời khỏi nơi đây.
Martić đã bị xét xử tại Tòa án Hình sự Quốc tế về Nam Tư cũ (ICTY) với một số tội ác chiến tranh, bao gồm cả việc tham gia vào cuộc vây hãm Kijevo. Phiên tòa kết luận có tội, và những phát hiện của Hội đồng xét xử liên quan đến vụ việc ở Kijevo vào năm 2007, đã được Phòng kháng cáo ICTY xác nhận vào năm 2008, dựa trên lời khai của nhân chứng về thanh lọc sắc tộc. Cuộc vây hãm cũng là lần đầu tiên việc thanh lọc sắc tộc xảy ra trong Chiến tranh Nam Tư. Các nhà chức trách Croatia đã xét xử Mladić vắng mặt và kết án ông tội ác chiến tranh ở Kijevo.

## Bối cảnh
Năm 1990, sau bầu cử quốc hội Croatia, căng thẳng sắc tộc giữa người Croat và người Serb trở nên tồi tệ hơn. Quân đội Nhân dân Nam Tư (Jugoslovenska Narodna Armija – JNA) đã tước vũ khí của Lực lượng Phòng thủ Lãnh thổ Croatia (Teritorijalna obrana – TO) để giảm thiểu khả năng kháng cự. Vào ngày 17 tháng 8 năm 1990, căng thẳng leo thang đã thành một cuộc nổi dậy của người Serb ở Croatia. Cuộc nổi dậy tập trung ở các khu vực người Serb chiếm đa số ở Dalmatia, xung quanh thành phố Knin, và ở các khu vực Lika, Kordun, Banovina và miền đông Croatia. Serbia, được hỗ trợ bởi Montenegro và các khu vực Vojvodina và Kosovo của Serbia, đã không thành công xin sự chấp thuận của Đoàn Chủ tịch Nam Tư giải giáp các lực lượng an ninh Croatia vào tháng 1 năm 1991. Yêu cầu bị từ chối và xảy ra một cuộc giao tranh không đổ máu giữa quân nổi dậy người Serb và cảnh sát đặc nhiệm Croatia vào tháng 3 đã khiến chính JNA yêu cầu Đoàn Chủ tịch Liên bang trao quyền thời chiến và ban bố tình trạng khẩn cấp. Mặc dù yêu cầu này được Serbia và đồng minh ủng hộ, nhưng JNA đã bị từ chối vào ngày 15 tháng 3. Tổng thống Serbia Slobodan Milošević, một người muốn mở rộng Serbia hơn là giữ lại Nam Tư với Croatia như một đơn vị liên bang, đã công khai đe dọa thay thế JNA bằng quân đội Serbia và tuyên bố không còn công nhận thẩm quyền của Đoàn Chủ tịch liên bang. Mối đe dọa đã khiến JNA dần dần từ bỏ kế hoạch bảo tồn Nam Tư để ủng hộ việc mở rộng Serbia vì JNA nằm dưới sự kiểm soát của Milošević. Vào cuối tháng 3, xung đột leo thang, gây ra những thương vong đầu tiên. Vào đầu tháng 4, các nhà lãnh đạo cuộc nổi dậy của người Serb ở Croatia tuyên bố ý định hợp nhất các khu vực do họ kiểm soát với Serbia. Đây được Chính phủ Croatia coi là những khu vực ly khai.
Vào đầu năm 1991, Croatia không có quân đội chính quy. Để tăng cường khả năng phòng thủ, Croatia đã tăng gấp đôi nhân viên cảnh sát lên khoảng 20.000 người. Lực lượng hiệu quả nhất là 3.000 cảnh sát đặc nhiệm trong mười hai tiểu đoàn theo tổ chức quân sự. Ngoài ra còn có 9.000–10.000 cảnh sát dự bị được tổ chức theo khu vực, được chia thành 16 tiểu đoàn và 10 đại đội nhưng thiếu vũ khí.
Để đối phó với tình hình ngày càng xấu đi, chính phủ Croatia đã thành lập lực lượng Vệ binh quốc gia Croatia (tiếng Croatia: Zbor narodne garde, ZNG) vào tháng 5 bằng cách sáp nhập các tiểu đoàn cảnh sát đặc nhiệm thành bốn lữ đoàn vệ binh bao gồm khoảng 8.000 quân trực thuộc Bộ Quốc phòng, đứng đầu là cựu tướng lĩnh JNA Martin Špegelj. Cảnh sát địa phương, sau đó đã mở rộng lên 40.000, cũng được trực thuộc ZNG và được tổ chức lại thành 19 lữ đoàn và 14 tiểu đoàn độc lập. Các lữ đoàn vệ binh là những đơn vị duy nhất của ZNG được trang bị đầy đủ vũ khí hạng nhẹ; khắp ZNG thiếu vũ khí hạng nặng và không có cơ cấu chỉ huy và kiểm soát. Tình trạng thiếu vũ khí hạng nặng trầm trọng đến mức ZNG phải sử dụng vũ khí Chiến tranh Thế giới thứ Hai lấy từ các viện bảo tàng và xưởng phim. Vào thời điểm đó, kho vũ khí của Croatia bao gồm 30.000 vũ khí hạng nhẹ mua ở nước ngoài và 15.000 vũ khí vốn thuộc sở hữu của cảnh sát từ trước. Sau đó, một đội cảnh sát đặc nhiệm mới gồm 10.000 người được thành lập để thay thế những người chuyển công tác sang lực lượng Vệ binh.

## Diễn biến
Năm 1991, Kijevo có 1.261 người, 99,6% trong số đó là người Croatia, được bao quanh bởi các làng người Serb Polača, Civljane và Cetina. Sau cuộc cách mạng khúc gỗ, ba ngôi làng của người Serb đã trở thành một phần của SAO Krajina và đường đến Kijevo bị hạn chế bởi các chướng ngại vật dựng lên ở Polača và Civljane. Để đáp lại, dân chúng đã thành lập lực lượng dân quân ad hoc.
Sau Sự kiện hồ Plitvice ngày 1 tháng 4 năm 1991, lực lượng SAO Krajina đã bắt được ba cảnh sát Croatia từ Drniš gần đó, với ý định đổi lấy người Serb bị quân Croatia bắt làm tù binh tại hồ Plitvice. Đổi lại, lực lượng dân quân do cư dân Kijevo thành lập đã bắt giữ một số người Serb và yêu cầu các cảnh sát bị bắt được thả để đổi lấy tù nhân. Vào ngày 2 tháng 4, các sĩ quan tình báo JNA đã báo cáo về việc này, và cảnh báo cách các lực lượng dân quân địa phương ở Kijevo và Civljane, nếu không được ngăn cách bởi các rào chắn, tham gia vào các cuộc giao tranh vũ trang có nguy cơ leo thang.  Kijevo trở nên quan trọng về mặt chiến lược vì vị trí nơi đây cản trở tuyến đường thông tin liên lạc tới SAO Krajina.

### Tháng 4 - tháng 5
Trong đêm ngày 28 tháng 4, một nhóm các quan chức Bộ Nội vụ Croatia đã tiếp cận được Kijevo, và một đồn cảnh sát Croatia chính thức được thành lập tại làng vào ngày 28 tháng 4. Ngày hôm sau, Quân đoàn JNA do tham mưu trưởng Quân đoàn 9 JNA, Đại tá Ratko Mladić chỉ huy, đã tới nơi, chặn mọi con đường cũng như hàng thiết yếu đến Kijevo. Vào ngày 2 tháng 5, 1 máy bay trực thăng Croatia đã hạ cánh khẩn cấp xuống Kijevo sau bị SAO Krajina tấn công. Trên máy bay chở Bộ trưởng Quốc phòng Luka Bebić và Phó chủ tịch Quốc hội Croatia Vladimir Šeks. Máy bay đã cất cánh trở lại cùng ngày sau khi được sửa chữa. Một cuộc giao tranh khác diễn ra vào ngày 2 tháng 5 trên đỉnh Kozjak, khiến một thành viên lực lượng bán quân sự SAO Krajina thiệt mạng trong khi làm nhiệm vụ canh gác.
Tổng thống Croatia Franjo Tuđman kêu gọi công chúng biểu tình chấm dứt cuộc vây hãm, dẫn đến một cuộc biểu tình quy mô lớn chống lại JNA ở Split, do Công đoàn Croatia tổ chức tại Xưởng đóng tàu Brodosplit vào ngày 6 tháng 5 năm 1991. Vào ngày 7 tháng 5, 80 xe tăng và xe bánh xích cùng 23 xe bánh lốp của Lữ đoàn cơ giới số 10 JNA rời doanh trại ở Mostar, rồi bị dân thường chặn lại phía trước Široki Brijeg, phía tây Mostar. Đoàn xe vẫn giữ nguyên vị trí trong ba ngày khi đám đông yêu cầu JNA dừng bao vây Kijevo. Cuộc biểu tình kết thúc sau khi Alija Izetbegović, Tổng thống Bosnia và Herzegovina, đến thăm và phát biểu trước những người biểu tình, đảm bảo với đám đông rằng đoàn xe đang hướng đến Kupres chứ không phải Kijevo. Tuđman và Hồng y Franjo Kuharić đã gửi điện tín cho những người biểu tình ủng hộ Izetbegović. Cuộc vây hãm Kijevo đã được dỡ bỏ thông qua các cuộc đàm phán vài ngày sau đó, hai tuần sau khi lệnh phong tỏa được áp dụng.

### Tháng 8
Thỏa thuận tháng Năm chỉ tồn tại trong thời gian ngắn. Các đơn vị JNA, do Mladić chỉ huy, đã dựng các rào chắn để ngăn chặn việc di chuyển vào làng vào ngày 17 tháng 8 năm 1991. Ngày hôm sau, thủ lĩnh người Serb ở Croatia Milan Martić đưa ra tối hậu thư cho cảnh sát và cư dân Kijevo, yêu cầu rằng trong vòng hai ngày phải rời khỏi ngôi làng và vùng phụ cận — hoặc đối mặt với một cuộc tấn công vũ trang.
Trong khoảng thời gian từ ngày 23 đến ngày 25 tháng 8, lực lượng Croatia đã sơ tán gần như toàn bộ dân thường của ngôi làng. Vào ngày 25 tháng 8, Croatia phát động một cuộc tấn công vào doanh trại của JNA ở Sinj, 38 kilômét (24 dặm) về phía đông nam của Kijevo, nhưng không thành công. Mục tiêu là chiếm được vũ khí cần thiết do tình hình Croatia gần Kijevo trở nên xấu đi.
Vào ngày 26 tháng 8, JNA tấn công Kijevo, đối thủ chỉ là 58 cảnh sát chỉ trang bị vũ khí hạng nhẹ, chỉ huy bởi cảnh sát trưởng Martin Čičin Šain. Trong khoảng thời gian từ 05:18 đến 13:00, JNA đã bắn 1.500 quả đạn pháo vào ngôi làng, và Không quân Nam Tư hỗ trợ không lực tầm gần với 34 phi vụ xuất kích. Chiều cùng ngày, JNA tiến hành một cuộc tấn công mặt đất vào Kijevo. Theo Martić, tất cả ngôi nhà ở Kijevo đều bị tấn công. Lực lượng tấn công bao gồm khoảng 30 xe tăng được hỗ trợ bởi bộ binh JNA và dân quân người Serb ở Croatia.
JNA vào làng lúc 16:30. Borislav Đukić, chỉ huy Nhóm chiến thuật 1 được giao nhiệm vụ đánh chiếm Kijevo và sĩ quan chỉ huy Lữ đoàn bộ binh cơ giới 221 JNA, báo cáo rằng đã kiểm soát được ngôi làng vào lúc 22:30. Cảnh sát Croatia chia làm ba nhóm chạy trốn khỏi Kijevo qua Đỉnh Kozjak về phía Drniš. Những người Croatia còn lại đã rời đi sau khi phần lớn nhà cửa bị phá hủy. Các nhóm rút lui đã bị các máy bay Không quân Nam Tư truy đuổi khi vượt qua Kozjak. Phóng viên Vesna Jugović của Đài phát thanh truyền hình Beograd đã ghi lại những sự kiện này. Các đơn vị Krajina do Martić chỉ huy đã phối hợp với JNA để kiểm soát khu vực này.

## Kết quả
Cuộc đụng độ giữa lực lượng Croatia và JNA ở Kijevo là một trong những lần đầu tiên JNA công khai đứng về phía quân nổi dậy người Serb trong Chiến tranh giành độc lập Croatia, hành động dựa trên tối hậu thư của Martić. Lực lượng phòng thủ chỉ bị thương hai người, nhưng một trong 3 nhóm rút lui đã bị bắt. Nhóm này, bao gồm 20 người, sau đó được thả trong một cuộc trao đổi tù binh. JNA không có thương vong nào. Sau khi JNA chiếm được Kijevo, ngôi làng đã bị cướp phá và đốt cháy. Việc phá hủy Kijevo đã trở thành một trong những tội ác tai tiếng nhất của người Serb trong giai đoạn đầu của cuộc chiến. Các đơn vị JNA tham gia giao tranh trong và xung quanh Kijevo đã hành quân về Sinj vài ngày sau đó, chiếm giữ Vrlika trước khi được triển khai để tham gia Trận Šibenik vào giữa tháng 9.
Tại phiên tòa xét xử, Tòa án Hình sự Quốc tế về Nam Tư cũ (ICTY) đã cáo buộc Milan Martić kết luận tội ác chiến tranh, bao gồm cả việc tham gia vào cuộc vây hãm Kijevo. Những phát hiện của Hội đồng xét xử liên quan đến vụ việc ở Kijevo vào năm 2007 đã được Phòng kháng cáo chứng thực vào năm 2008, dựa trên lời khai của nhân chứng về thanh lọc sắc tộc. Cuộc vây hãm Kijevo cũng là lần đầu tiên việc thanh lọc sắc tộc xảy ra trong Chiến tranh Nam Tư. Các sự kiện tại Kijevo không có trong bản cáo trạng tại phiên tòa xét xử Ratko Mladić, nhưng cơ quan tư pháp Croatia đã xét xử vắng mặt ông vì những tội ác chiến tranh ở Kijevo. Ông bị kết án 20 năm tù.

## Trích dẫn
1. ↑  Hoare 2010, tr. 117.
2. ↑  Hoare 2010, tr. 118.
3. ↑  The New York Times 19 August 1990.
4. ↑  ICTY 12 June 2007.
5. ↑  Hoare 2010, tr. 118–119.
6. ↑  Ramet 2006, tr. 384–385.
7. ↑  Hoare 2010, tr. 119.
8. ↑  Engelberg 3 March 1991.
9. ↑  Sudetic 2 April 1991.
10. 1 2 3  CIA 2002, tr. 86.
11. ↑  EECIS 1999, tr. 272–278.
12. ↑  Ramet 2006, tr. 400.
13. 1 2 3 4  Gow 2003, tr. 154.
14. ↑  Silber & Little 1996, tr. 171.
15. ↑  Slobodna Dalmacija 18 August 2010.
16. 1 2 3  Hrvatski vojnik October 2012.
17. ↑  Municipality of Kijevo 2007.
18. ↑  Degoricija 2008, tr. 49.
19. ↑  Hrvatski vojnik May 2009.
20. 1 2  Woodward 1995, tr. 142.
21. ↑  FBIS 2 May 1991, tr. 38.
22. ↑  Nacional 22 August 2005.
23. ↑  Ružić 2011, tr. 411.
24. ↑  Slobodna Dalmacija 6 May 2001.
25. ↑  Lučić 2008, tr. 123.
26. ↑  Gow 2003, tr. 154–155.
27. ↑  Allcock, Milivojević & Horton 1998, tr. 142.
28. 1 2  ICTY 12 June 2007, tr. 61–62.
29. ↑  Slobodna Dalmacija 25 August 2010.
30. 1 2 3 4 5  Deljanin 27 May 2011.
31. 1 2  Armatta 2010, tr. 397.
32. 1 2 3  Novosti 3 June 2011.
33. 1 2  JNA 27 August 1991.
34. 1 2  Gow 2003, tr. 155.
35. ↑  Silber & Little 1996, tr. 171–173.
36. 1 2  Magaš 1993, tr. 320.
37. ↑  Silber & Little 1996, tr. 172.
38. ↑  ICTY 12 June 2007, tr. 107.
39. ↑  Hoare 2010, tr. 122.
40. ↑  Gow 2003, tr. 120.
41. ↑  Jutarnji list 26 May 2011.